# Henrik Larsson (ishockeyspelare)
Henrik Larsson, född 18 november 1994, är en svensk professionell ishockeyspelare.